# Apachekolos weslacensis
Apachekolos weslacensis är en tvåvingeart som först beskrevs av Stanley Willard Bromley 1951.  Apachekolos weslacensis ingår i släktet Apachekolos och familjen rovflugor.
Artens utbredningsområde är Texas. Inga underarter finns listade i Catalogue of Life.